# Курко, Александр Петрович
Александр Петрович Курко (1913—1995) — сержант Рабоче-крестьянской Красной Армии, участник Великой Отечественной войны, Герой Советского Союза (1944).

## Биография
Александр Курко родился 14 февраля 1913 года в селе Западинцы (ныне — Красиловский район Хмельницкой области Украины). После окончания начальной школы работал в колхозе. В 1936—1939 годах проходил службу в Рабоче-крестьянской Красной Армии. Участвовал в польском походе. В 1941 году Курко повторно был призван в армию. С начала Великой Отечественной войны — на её фронтах.
К февралю 1944 года сержант Александр Курко командовал орудием 1428-го лёгкого артиллерийского полка 65-й лёгкой артиллерийской бригады 18-й артиллерийской дивизии 3-го артиллерийского корпуса прорыва 2-й ударной армии Ленинградского фронта. Отличился во время освобождения Эстонской ССР. 22 февраля 1944 года расчёт Курко под Нарвой участвовал в отражении немецких контратак. Будучи отрезанным от основных сил, оставшись единственным в строю из всего расчёта, Курко успешно удержал занятые позиции.
Указом Президиума Верховного Совета СССР от 1 июля 1944 года сержант Александр Курко был удостоен высокого звания Героя Советского Союза с вручением ордена Ленина и медали «Золотая Звезда».
После окончания войны Курко был демобилизован. Проживал в Красилове, работал слесарем-ремонтником на заводе.
Был также награждён орденами Отечественной войны 1-й степени и Трудового Красного Знамени, рядом медалей.